# Hot Summer (film, 2001)
Pour les articles homonymes, voir Hot Summer.
Hot Summer (Summer Catch) ou L'Amour à Coup Sûr au Québec est un film américain réalisé par Michael Tollin, sorti en 2001.

## Fiche technique
- Titre : Hot Summer
- Titre québécois : L'Amour à coup sûr
- Titre original : Summer Catch
- Réalisation : Michael Tollin
- Scénario : Kevin Falls et John Gatins
- Production : Herb Gains, John Gatins, Brian Robbins, Michael Tollin et Sam Weisman
- Société de production : Tollin/Robbins Productions
- Société de distribution : Warner Bros. Pictures
- Budget : 17 millions de dollars (12,47 millions d'euros)
- Musique : George Fenton et Tarsha Vega
- Photographie : Tim Suhrstedt (en)
- Montage : Harvey Rosenstock
- Décors : John D. Kretschmer
- Costumes : Juliet Polcsa
- Pays d'origine : États-Unis
- Format : Couleurs - 1,85:1 - DTS / Dolby Digital / SDDS - 35 mm
- Genre : Comédie dramatique, romance
- Durée : 108 minutes
- Dates de sortie : 22 août 2001 (première États-Unis), 24 août 2001 (États-Unis),

## Distribution
- Freddie Prinze Jr. (VQ : Jacques Lussier) : Ryan Dunne
- Jessica Biel (VQ : Camille Cyr-Desmarais) : Tenley Parrish
- Fred Ward (VQ : Jean-Marie Moncelet) : Sean Dunne
- Matthew Lillard (VQ : Hugolin Chevrette-Landesque) : Billy Brubaker
- Brian Dennehy (VQ : Yves Massicotte) : John Schiffner
- Jason Gedrick (VQ : Denis Roy) : Mike Dunne
- Brittany Murphy (VQ : Christine Bellier) : Dede Mulligan
- Bruce Davison (VQ : Mario Desmarais) : Rand Parrish
- Marc Blucas (VQ : Antoine Durand) : Miles Dalrymple
- Wilmer Valderrama (VQ : Nicolas Charbonneaux-Collombet) : Mickey Dominguez
- Corey Pearson : Eric Van Leemer
- Christian Kane (VQ : Charles Préfontaine) : Dale Robin
- Cedric Pendleton : Calvin Knight
- Gabriel Mann : Auggie
- Jed Rhein : Pete

Note : Le doublage québécois a été conservé lors de sa sortie en vidéo en France.

## Autour du film
- Le tournage a débuté en juin 2000 et s'est déroulé à Cap Cod, Cincinnati et Southport.
- Hot Summer est le premier film de l'acteur Wilmer Valderrama.
- Les acteurs Matthew Lillard et Freddie Prinze Jr., qui s'étaient rencontrés pour la première fois sur Elle est trop bien (1999), se sont retrouvés par la suite sur les films Wing Commander (1999), Scooby-Doo (2002) et Scooby-Doo 2 : les monstres se déchaînent (2004). Quant à Brittany Murphy et Christian Kane, ils se retrouveront deux ans plus tard dans Pour le meilleur et pour le rire (2003).

## Bande originale
- Sweet Summer, interprété par Radford
- Jump, interprété par Clara Star
- Would You...?, interprété par Touch and Go
- Straight To... Number One, interprété par Touch and Go
- Bohemian Like You, interprété par The Dandy Warhols
- Soul Sound, interprété par Sugababes
- Let It Go, interprété par The Clarks
- Mr. Hawkins, interprété par Uncle Kracker
- Another Day, interprété par Nine Days
- Anything and Everything, interprété par Youngstown
- Every Time She Walks, interprété par Fastball
- I Like It, interprété par The Miami Allstars
- Going Back to Cali, composé par Rick Rubin et LL Cool J
- Over My Head, interprété par Semisonic
- Makes No Différence, interprété par Sum 41
- The Whole Enchilada, interprété par Brett Laurence
- Wild Blue Night, interprété par Frina Harmosn, Dillon O'Brian et Matthew Gerrard
- Skin, interprété par Collective Soul
- Tell Her This, interprété par Diffuser
- What It Beez Like, interprété par Tarsha Vega
- Sometimes, interprété par Michael Franti and Spearhead
- Lovin' Each Day, interprété par Ronan Keating